# Hervé Le Boterf
Hervé Lin Ernest Le Boterf (Nantes, 29 aprile 1921 – Les Pavillons-sous-Bois, 13 giugno 2000) è stato uno scrittore e giornalista francese.

## Biografia
Autore prevalentemente di romanzi, si è anche occupato di storia (scrivendo sul territorio della Bretagna) e di cinema. Per Lo spretato (in lingua originale Le défroqué) ha vinto il Premio Bancarella 1955.

## Opere
- Le défroqué, Parigi, France-Empire, 1954
- L'homme aux clés d'or, Parigi, France-Empire, 1956
- Pourquoi viens-tu si tard?, Parigi, France-Empire, 1957
- Dieu seul m'arrêtera, Parigi, France-Empire, 1958
- La Bretagne dans la guerre, Parigi, France-Empire, 1969 (4 voll.)
- Le théâtre en uniforme : le spectacle aux armées, de la Drôle de guerre aux accords d'Évian, Parigi, France-Empire, 1973
- Anne de Bretagne, Parigi, France-Empire, 1976
- La vie parisienne sous l'Occupation: Paris la nuit, 1978 (4 voll.)
- La Bretagne sous le gouvernement de Vichy, Parigi, France-Empire, 1982
- Le brave général Cambronne, Parigi, France-Empire, 1984
- Robert Le Vigan le mal aimé du cinéma, Parigi, France-Empire, 1986
- Harry Baur, Parigi, Pygmalion, 1997
- Nominoë et l'épopée des rois bretons, France-Empire, 1999